# Никола Лазаревић
Никола Лазаревић био је српски грађевинар, отац браће Настасијевић и њихове три сестре.

## Биографија
Никола Лазаревић био је један од три сина Тасе Лазаревића и Михаиле Ђорђевић. Имали су и сина Јована који је такође био грађевинар али мањег формата, као и Лазара који је преминуо од великих богиња. Њихови родитељи живели су паралелно у Брусници и Охриду – она је остала у Охриду, а Таса је тамо проводио јесен и зиму. Као шестогодишњак доселио се из Охрида у Брусницу. Након што је Михаилин брат Настас Ђорђевић, његов ујак, код њега уочио дар за градитељство, одлучио је да га научи да рукује тим занатом. У знак захвалности према Настасу, одрекао се мајчиног презимена и од ујаковог имена успоставио ново презиме – Настасијевић. Међутим, убрзо је остао без оца и ујака. Са свега шестнаест година морао је да издржава своју мајку.
Николина жена Милица, родом из Краљева (Карановца), била је кћи трговца и извозника Косте Јовановића. Имала је за жену оног времена високо образовање – школовала се на Институту Катарине Миловук у Београду. Имали су седморо надарене деце: Живорада (сликар), Момчила (песник и књижевник), Светомира (композитор, музички критичар, педагог и теоретичар, диригент, директор Београдске опере и дипломирани архитекта), Славомира (књижевник), Наталију (филозоф), Даринку (историчар) и Славку (математичар).
Лазаревић је био признати грађевинар различитих здања. Подигао је свој први парни млин на великом плацу поред куће коју је наследио од Настаса а која је била пространа, лепа, у старобалканском стилу. Поред млина саградио је и парно купатило за своју породицу и грађанство, као и воденицу на Деспотовици испод Вујна. Изградио је много објеката по Србији, цркве у Бресници, Јагодини, Трстенику, рестаурирао је цркву-задужбину Немањиног брата Страцимира у Чачку итд. Подигао је и нову породичну кућу у улици Танаска Рајића бр. 7 коју су Немци запалили 1941. године. Касније је коришћена као радионица за оправку аутобуса, све док није нестала у пожару.
У оба турска рата био је четовођа, а након српско-бугарског рата одликован је медаљама за храброст и војничке врлине, као и Таковским крстом за учешће у рату за ослобођење и независност од 1876. до 1878. године.
Свирао је флауту и волео је књижевност.